# Tramp (Band)
Tramp war eine britische Bluesband Ende der 1960er und Anfang der 1970er.
Der Kern der Gruppe bestand aus Dave Kelly und verschiedenen Mitgliedern der Band Fleetwood Mac. Mit der Sängerin Jo Ann Kelly, der Schwester von Dave, hatte die Gruppe ihre größten Erfolge.

## Bandmitglieder
- Dave Kelly – Gesang, Gitarre
- Jo Ann Kelly – Gesang
- Bob Brunning – Bass
- Mick Fleetwood – Schlagzeug
- Danny Kirwan – Gitarre
- Bob Hall – Piano
- Dave Brooks – Saxophon
- Ian Morton – Perkussion

## Diskographie
- 1969: Tramp
- 1974: Put A Record On